# 호마역

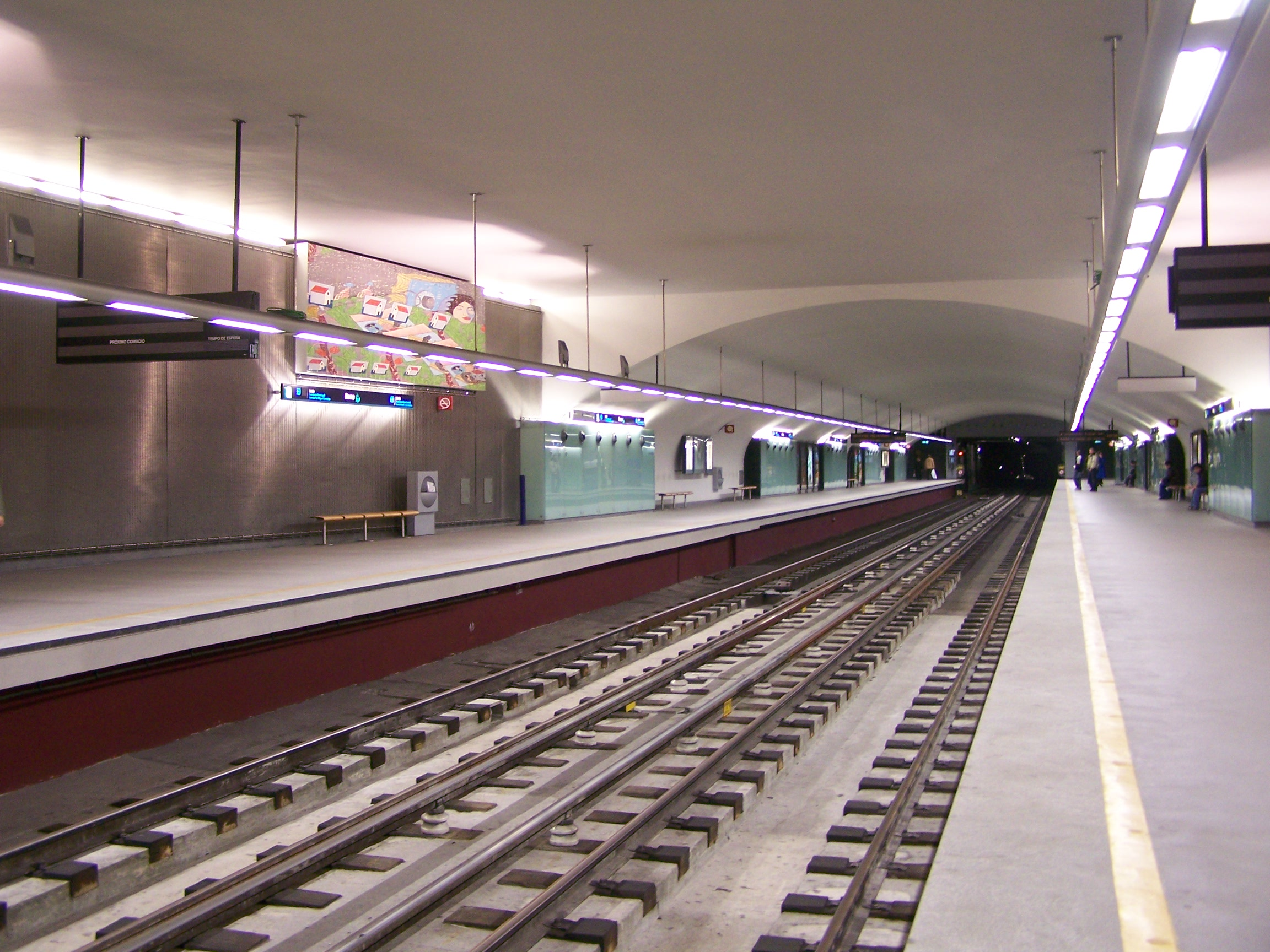

호마역(포르투갈어: Estação Roma)은 리스본 지하철 녹색 노선의 역 중 하나이다. 호마대로(포르투갈어: Avenida de Roma) 중간에 있다.
호마역은 리스본의 대표적인 주택 밀집 지역이다. 20세기 초반에 지어진 주상복합 아파트로 둘러싸여 있으며, 호마-아르에이루역(리스본 기차역)과 가깝다.